# توكسبوري (دائرة انتخابية في المملكة المتحدة)
توكسبوري (بالإنجليزية: Tewkesbury)‏ هي إحدى الدوائر الانتخابية في المملكة المتحدة الممثلة في مجلس العموم في برلمان المملكة المتحدة.
عضو البرلمان الذي يمثلها حالياً هو :Mr Laurence Robertson (Con).